# Faisal Husseini
Faisal Husseini (Bagdá, 17 de julho de 1940 – Cidade do Kuwait, 31 de maio de 2001).

## Biografia

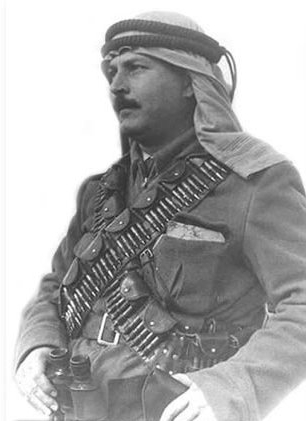
Abd al-Quadir al-Husseini, pai de Faisal.

Faisal Husseini nasceu em 1940, na capital iraquiana Bagdá, numa família importante por seu viés patriótico, ele era filho de Abd al-Qadir al-Husseini e Wajiha al-Husseini. Sua militância pode ser atribuída à esse nacionalismo latente em sua família pelo menos desde o avô de Faisal, ele era neto de Musa Kazim al-Husseini que foi, em 1918, chefe do munícipio de Jerusalém, e, em 1920, chefe do comitê executivo árabe criado pelo Terceiro Congresso Palestino. Seu pai era o fundador e comandante do Exército da Guerra Santa (Jaysh al-jihad al-muqaddas), e morreu como herói na batalha Al- Qastal em abril de 1948. Abd al-Qadir chegou em Bagdá após sua derrota na Grande Revolta Árabe que aconteceu entre 1936-39; quando Faisal tinha apenas um ano, seu pai participou da revolução Rashid Ali al-Kilani de caráter popular, contra as forças coloniais no Iraque, depois do fracasso da revolta al-Qadir partiu para a Arábia Saudita, seguido 3 anos depois por sua família e se estabeleceram no Egito.
Em 1956 temos um dos primeiros envolvimentos de Faisal na militância, neste ano ele e seus irmãos se “alistaram” voluntariamente para participar das forças populares que lutavam contra um ataque coordenado entre forças britânicas, francesas e israelenses ao Egito. Quando completou 18 anos, se juntou ao Movimento dos Nacionalistas Árabes e voltou para Bagdá para estudar na faculdade de ciências, mas teve que deixar o Iraque após um ano por causa do conflito entre os nacionalistas árabes e os comunistas.
Depois desta fase foi para o Cairo, se matriculou na faculdade de ciências e passou a integrar a liga dos estudantes palestinos. Em 1959 ajudou a criar a União Geral dos Estudantes Palestinos e conheceu Yasser Arafat no Cairo; em 1963 inicia seus treinamentos militares participando de um treino que aconteceu no Egito e foi organizado pela Revenge Youth (Shabab al-Tha’r), um grupo guerrilheiro criado pelo Movimento Nacionalista Árabe.

## Faisal e Jerusalém
Em 1964, aos 24 anos, Faisal Husseini volta para Jerusalém para integrar o escritório da Organização pela Libertação da Palestina (OLP) e fica responsável pelo departamento de organização popular; dois anos depois Faisal se muda para Síria para frequentar a academia militar de Aleppo, e em seguida entra para o Exército de Libertação da Palestina.
Depois das derrotas de junho de 1967, Husseini passa a treinar voluntários palestinos na vila libanesa Kaifun. Nesse período, Jerusalém já estava ocupada pelas forças israelenses e para voltar, Faisal precisou se infiltrar pelo Jordão, quando já estava dentro da cidade passou a organizar a resistência à ocupação israelense, por causa disso ele foi preso e condenado à um ano de encarceramento.
Quando foi liberto, em 1968, Husseini resolveu ficar na Jerusalém ocupada e entrou para a Fatah; desde então entrou num conflito que durou cerca de dez anos com as autoridades israelenses para conseguir uma identidade em Jerusalém. Mesmo tendo sido preso por organizar a resistência à ocupação israelense, desde 1969 ele mantém esse movimento e na década de 1980 ele fundou, em Jerusalém, junto com um grupo de acadêmicos palestinos, a Sociedade de Estudos Árabes, que sofreu diversos ataques das forças de Israel e foi fechada muitas vezes. 
Em 1981 Faisal se coloca mais uma vez contra as forças israelenses ao organizar um movimento que pedia o alívio das restrições impostas por Israel à população das Colinas de Golã, conquistadas pelos israelenses na Guerra de 1967, por causa de seu envolvimento, as autoridades israelenses o condenaram à prisão domiciliar de 1982 à 1987,  o impedindo de concluir a sua licenciatura em história, que estava em andamento desde 1977 na faculdade de ciências humanas da Universidade Árabe de Beirute. Quando a sua prisão domiciliar chegou ao fim, Faisal criou o Instituto Palestino de Direitos Humanos e o Comitê contra o Punho de Ferro, e se destacou como um dos maiores líderes da intifada desse período. 
Como membro deste comitê ele defendeu a natureza e os lugares sagrados palestinos na região de Jerusalém, a partir daí liderou diversas manifestações e resistências à assentamentos israelenses em bairros palestinos, com destaque à resistência ao assentamento Har Homa em Jabal Abu Ghunaym e a sua oposição, junto com palestinos da região, à visita provocativa que seria realizada por Ariel Sharon ao Santuário Nobre (Haram al-Sharif) em setembro de 2000.

## Prêmio Bruno Kreisky
Em 1991, Faisal Husseini recebeu o prêmio Bruno Kreisky de Direitos Humanos por estabelecer, durante este mesmo ano, conversações com o secretário de estado dos Estados Unidos, James Baker, para prepararem juntos a Conferência pela Paz no Oriente Médio, realizada em Madri, além disso ele ajudou a supervisionar a equipe palestina durante as negociações de paz que aconteceram em Washington.
Ainda em 1991 ele criou uma sede da OLP no Orient House Hotel em Jerusalém para receber os visitantes estrangeiros oficiais e para ser o local das reuniões da equipe de negociação da Palestina, transformou também o local no endereço político da OLP em territórios ocupados.

## Faisal Husseini Foundation
A fundação Faisal Husseini foi criada logo após a morte do líder, e tem como objetivo manter viva a ideologia de Faisal e continuar o comprometimento de Husseini com a justiça social e o empoderamento do povo palestino. na essência a fundação foi criada em memória à Faisal Husseini para servir Jerusalém, seus moradores, suas instituições e garantir a sobrevivência e continuidade desse povo.
A missão da fundação é preservar a cultura de Jerusalém, manter a identidade palestina dos moradores da região incentivando a unidade e a cooperação na Jerusalém oriental.   